# Verruyes
Verruyes település Franciaországban, Deux-Sèvres megyében. Lakosainak száma 895 fő (2022. január 1.). Verruyes Augé, La Chapelle-Bâton, Mazières-en-Gâtine, Saint-Georges-de-Noisné, Saint-Lin és Vouhé községekkel határos.

## Népesség
A település népessége az elmúlt években az alábbi módon változott:
| Lakosok száma | 930  | 917  | 944  | 904  | 900  | 896  | 896  | 895  | 895  |
|               | 2013 | 2015 | 2016 | 2017 | 2018 | 2019 | 2020 | 2021 | 2022 |